# Ruth Bachrodt

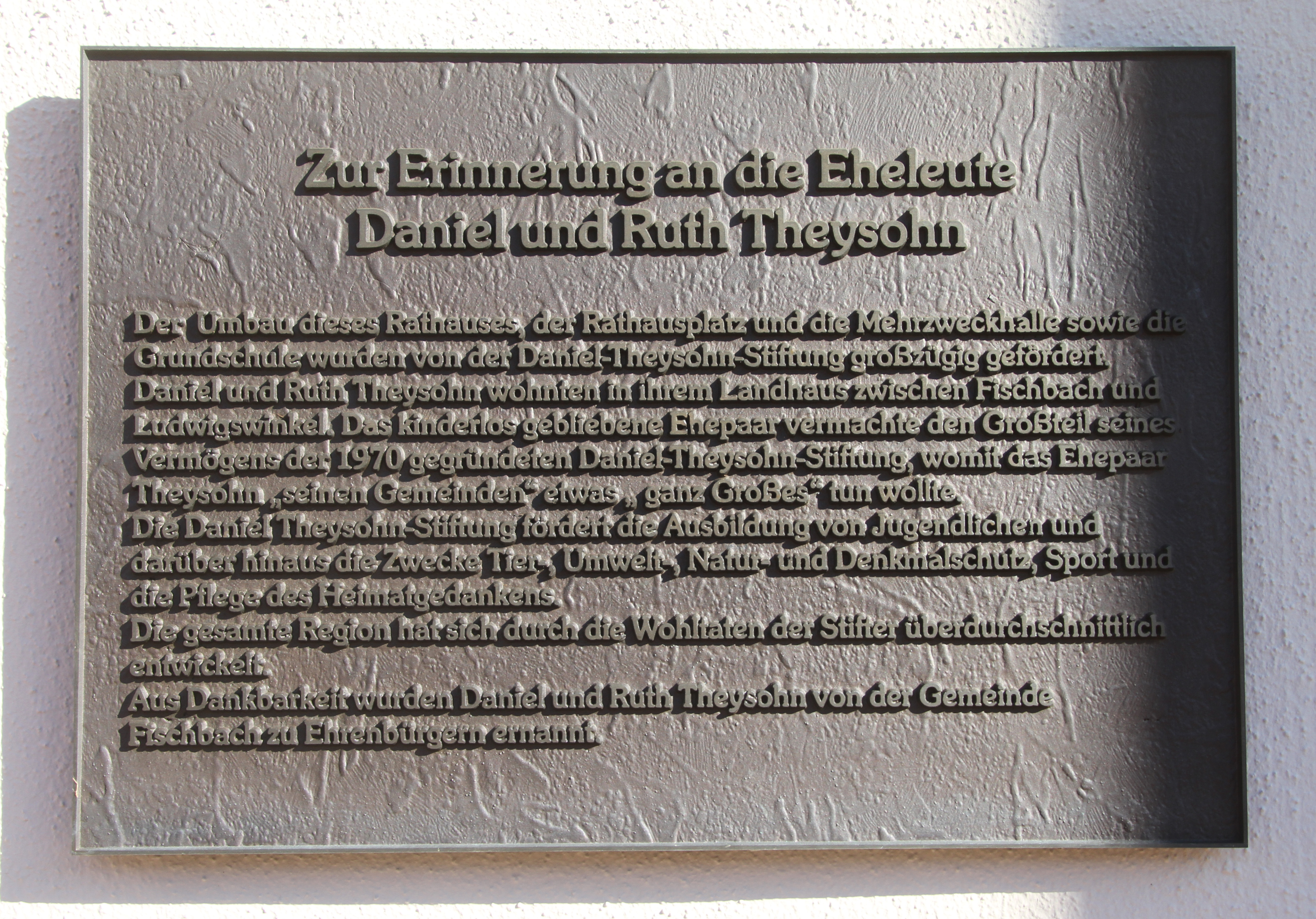
Gedenktafel an Daniel und Ruth Theysohn

Ruth Bachrodt, ab 1938 Ruth Theysohn, (* 9. März 1913 in Pirmasens; † 5. März 1997 in Ludwigswinkel) war als erste Pfälzische Weinkönigin die erste Gebietsweinkönigin Deutschlands. Sie war eine Wohltäterin und Ehrenbürgerin der Gemeinden Ludwigswinkel und Fischbach bei Dahn.

## Leben
Bachrodt, die Tochter eines Direktors der Pirmasenser Elektrizitätswerke und dessen Frau, wurde 1931 in Neustadt an der Haardt für ein Jahr zur ersten Pfälzischen Weinkönigin gewählt. Sie war damals 18 Jahre alt. Die Idee, eine Weinkönigin zu wählen, hatte der Neustadter Unternehmer Daniel Meininger. Dieses Konzept der Weinwerbung wurde später von allen deutschen Weinbaugebieten sowie in vielen anderen Ländern nachgeahmt. 
Dem damaligen Zeitgeist entsprechend sollte die schönste Bewerberin die Wahl gewinnen. Bachrodt wurde gewählt, obwohl sie nicht aus einem Weinbaugebiet stammte, sondern aus einer Gegend, die für die Herstellung von Schuhen bekannt war. Dementsprechend antwortete sie auf die einzige Frage, die ihr bei dem Wettbewerb gestellt wurde, nämlich auf die Frage, was eine Weinkönigin sicher benötige, dass es Schuhe seien, um im Weinberg gut arbeiten zu können. Die ersten elf Pfälzischen Weinköniginnen repräsentierten in Personalunion auch den deutschen Wein, daher kann Bachrodt auch als die erste Deutsche Weinkönigin gelten. Erst später gab es für Deutsche Weinköniginnen dann eigene Wahlveranstaltungen.
1938 heiratete Bachrodt den Pirmasenser Schuhfabrikanten Daniel Theysohn (1904–1980). Gemeinsam mit ihm war sie 1970 Mitbegründerin der Daniel-Theysohn-Stiftung in Ludwigswinkel, die dort und in den Gemeinden Fischbach bei Dahn, Waldfischbach-Burgalben, Heltersberg, Schmalenberg und Geiselberg Jugendliche bei ihrer Ausbildung unterstützt und pfalzweit, vorzugsweise in der Pirmasenser Gegend, auch anderweitige gemeinnützige Anliegen fördert. Ruth Theysohn und ihr Mann brachten später Anteile ihrer Firma in die Stiftung mit ein, die damit eine der größten im Südwesten Deutschlands wurde. Ihr wurde, ebenso wie ihrem Mann, die Ehrenbürgerschaft der Gemeinden Ludwigswinkel und Fischbach bei Dahn verliehen.